# تمپوس
تمپوس (انگلیسی: Tompouce) یک شیرینی در هلند است. این گونه محلی میل‌فویل یا ناپلئونی است که توسط یک شیرینی‌پز آمستردام معرفی شده و نامگذاری شده‌است. تمپوس یکی از شیرینی‌های خامه ای پرطرفدار در هلند است که مستطیلی بوده و در قسمت رویهٔ خود لایه ای خامهٔ صورتی رنگ دارد. این شیرینی ابعاد، شکل و رنگ مشخصی دارد، هرچند در سال‌های اخیر نزدیک به «روز پادشاه»، خامهٔ رویی آن به پرتقالی روشن تغییر می‌کند.